# Distrito de Colcabamba (Aymaraes)
El Distrito de Colcabamba es uno de los 17 distritos de la Provincia de Aymaraes  ubicada en el departamento de Apurímac, bajo la administración del Gobierno regional de Apurímac, en el sur del Perú.
Desde el punto de vista jerárquico de la Iglesia católica forma parte de la Diócesis de Abancay la cual, a su vez, pertenece a la Arquidiócesis de Cusco.

## Historia
El distrito fue creado en los primeros años de la República mediante Ley Regional 552 . Perteneció a la parcialidad de Lurin Quichuas en la Colonia, conformándose en la REpública la doctrina de Colcabamba.

## Autoridades

### Municipales
- 2011-2014:[3]
  - Alcalde: Julián Taipe Leyva, del Movimiento Frente Popular Llapanchik.
  - Regidores: Mario Nicanor Enciso Zamora (Llapanchik), Dionicio Ramos Huamaní (Llapanchik), Pedro Huaraca Huamaní (Llapanchik), Martha Palomino Enciso (Llapanchik), Rosalío Huamaní Loayza (Poder Popular Andino).
- 2007-2010
  - Alcalde: Gregorio Avendaño Salas.
- 2019-2022
  - Alcalde: Cosme Adolfo Maldonado Quispe.

## Festividades
Danza de Apurimac ADOBE RUWAY DE GRAU
Danza de Apurimac ALLPA RAKIY
Danza de Apurimac ALLWI
Danza de Apurimac ALTAR PASCAL
Danza de Apurimac ALTAREROS DE AIMARARES
Danza de Apurimac ALTARERO DE ANDAHUAYLAS
Danza de Apurimac ALTARERO DE COLCABAMBA
Danza de Apurimac AÑAS SIPIY
Danza de Apurimac ANIS ERAY
Danza de Apurimac AWAY
Danza de Apurimac BANDERITA PERUANA
Danza de Apurimac BANDOLEROS
Danza de Apurimac BARA CAMBIAY
Danza de Apurimac BAYETA AWAY
Danza de Apurimac CABALLERIA O CAWAY CAWAY
Danza de Apurimac CABALLERIA PATRON SANTIAGO
Danza de Apurimac CAPULY PALLAY
Danza de Apurimac CARGUYUQPA SARA YAPUININ
Danza de Apurimac CARNAVAL ABANQUINO
Danza de Apurimac CARNAVAL CAMPESINO
Danza de Apurimac CARNAVAL DE APURIMAC
Danza de Apurimac CARNAVAL DE AWAY
Danza de Apurimac CARNAVAL DE CHINCHEROS
Danza de Apurimac CARNAVAL DE COLCABAMBA
Danza de Apurimac CARNAVAL DE COLLANA - CCOLLANA
Danza de Apurimac CARNAVAL DE HUAMANILLA
Danza de Apurimac CARNAVAL DE HUANCABAMBA
Danza de Apurimac CARNAVAL DE KILKATA
Danza de Apurimac CARNAVAL DE OCCOBAMBA
Danza de Apurimac CARNAVAL DE PAMPACHIRI
Danza de Apurimac CARNAVAL DE PARAGUAS
Danza de Apurimac CARNAVAL DE PUNA
Danza de Apurimac CARNAVAL DE TAMBOBAMBA 
Danza de Apurimac CARNAVAL DE SIMPE
Danza de Apurimac CARNAVAL DE SUPAICO
Danza de Apurimac CARNAVAL DE TURPO
Danza de Apurimac CARNAVAL DE WAMANIA
Danza de Apurimac CHAKMAY
Danza de Apurimac CHILINOS
Danza de Apurimac CHILA PUKLLAY
Danza de Apurimac CHOQUE TRIKAY
Danza de Apurimac CHUC YACUY
Danza de Apurimac CHUÑO SARUY
Danza de Apurimac COCHINILLAY PICHAY (COCHINILLA PIQCHAY)
Danza de Apurimac COMPARSA GRAUINA
Danza de Apurimac COMPARSA MISKI TAKIT
Danza de Apurimac EMILIA
Danza de Apurimac FARRILLA FALCHA
Danza de Apurimac Festividad del señor de la exaltación toril
Danza de Apurimac FIESTA MAYOR DE SAN PEDRO Y SAN PEDRO 2012
Danza de Apurimac FRASCO RAKIY
Danza de Apurimac FREJOL PALLAY
Danza de Apurimac HUARACA RUWAY - WARACA RUWAY
Danza de Apurimac ICHU RUTUY
Danza de Apurimac JAIWAY
Danza de Apurimac LAZO TINKAY O TORO PUKLLAY
Danza de Apurimac LIULLUITA
Danza de Apurimac LLANTA APAKUY
Danza de Apurimac LLANTA CHEQTAY
Danza de Apurimac LLAQTAYPA TAKININ
Danza de Apurimac NEGRITOS DE ANDAHUULASH
Danza de Apurimac MILLMA RUTUY DE GRAU
Danza de Apurimac PANTIRWAY DE GRAU
Danza de Apurimac PAPA CCORA
Danza de Apurimac PAPA QALLMAY DE GRAU - PAPA HALLMAY
Danza de Apurimac PAPA TURPUY DE COTABAMBA
Danza de Apurimac PAPA TARPUY DE GRAU
Danza de Apurimac PALCHAY
Danza de Apurimac Plazakuy de villa Chiara
Danza de Apurimac POROTO PALLAY
Danza de Apurimac POROTO PAMPA
Danza de Apurimac PUKLLAY DE CH´ILA
Danza de Apurimac PUKLLAY DE SUPAYCO
Danza de Apurimac Pukllay Kullo aisay de pomacocha
Danza de Apurimac PUNCHU RUWAY (PONCHO RUWAY)
Danza de Apurimac QASWA PAPA ALLAY
Danza de Apurimac QASWA DE VICHOS
Danza de Apurimac QASWA DE PAPA ALLAY
Danza de Apurimac QAYTU TIÑIY
Danza de Apurimac QUINUA TARPUY
Danza de Apurimac SANTIAGO TORO TORO
Danza de Apurimac SANTU QARQUY
Danza de Apurimac SARA KUTIPAY de COLCABAMBA
Danza de Apurimac SARA LLANKAY
Danza de Apurimac SARA QALLMAY - HAYLLMAY
Danza de Apurimac SARA TIPIY
Danza de Apurimac SARA YANCAY (SARA LLANKAY)
Danza de Apurimac SARA YAPUY DE ANDAHUAYLAS
Danza de Apurimac SARA YAPUY DE GRAU
Danza de Apurimac SARA WANKA
Danza de Apurimac SOMBRERO RUWAY
Danza de Apurimac SONQO SUWAY
Danza de Apurimac SURPHUY WAQANQUI
Danza de Apurimac TARA PALLAY
Danza de Apurimac THIKA MASHAY
Danza de Apurimac TINYA PALLANA
Danza de Apurimac TORO VELAY
Danza de Apurimac TRIGO ERAY
Danza de Apurimac TUNAS PALLAY
Danza de Apurimac TUPAY CARNAVAL
Danza de Apurimac UYWAKUANAPA RAYMI 2012
Danza de Apurimac VARA CAMBAY
Danza de Apurimac VARA MUDAY
Danza de Apurimac VICUÑA CHAKUY DE ANDAHUAYLAS
Danza de Apurimac VICUÑA CHAKUY DE GRAU
Danza de Apurimac WARAMARKAY
Danza de Apurimac WAQANKI TIKA PALLAY
Danza de Apurimac WARAKA RUWAY DE COLCABAMBA
Danza de Apurimac WARMI QHECHUNAKUY
Danza de Apurimac WASI QATAY
Danza de Apurimac WASICHACUY DE ANTABAMBA
Danza de Apurimac WASICHACUY DE GRAU
Danza de Apurimac WAYNA TUPAY
Danza de Apurimac WAYTA PALLAY - WAYTA PALLANA
Danza de Apurimac YAKU
Danza de Apurimac YAKU RAYMI DE ANDAHUAYLAS